# Friedrich Wilhelm Offelsmeyer
Friedrich Wilhelm Offelsmeyer (* 27. Dezember 1761 in Herford; † 20. August 1834 in Potsdam) war ein deutscher evangelischer Geistlicher.

## Leben
Friedrich Wilhelm Offelsmeyer wurde als einziger Sohn eines wohlhabenden Bürgers geboren.
Er besuchte das Gymnasium Fridericianum in Herford und begann 1777 ein Theologie-Studium an der Universität Halle und hörte Vorlesungen bei Johann August Nösselt, Johann Salomo Semler und Georg Christian Knapp.
1783 wurde er als Feldprediger des Regiments Landgraf Hessen-Kassel nach Wesel berufen und begleitete das preußische Heer in dem holländischen Feldzug 1787. Nach seiner Rückkehr 1788 wurde er zum Pfarrer der lutherischen Gemeinde in Kleve berufen. Nachdem 1794 französische Revolutionstruppen die Stadt eroberten, lehnte er, aus Treue zu seinem Landesherrn, dem preußischen König Friedrich Wilhelm II., alle Angebote der französischen Behörden zu einer Anstellung ab und verlor dadurch sein Einkommen; er lebte nun von einem Wartgeld (eine Art Jahrgeld, welches jemand so lange bekommt, bis er in eine ihm versprochene Stelle einrücken kann), das er der Gnade seines Königs verdankte.
1805 wurde er als Prediger der vereinigten lutherischen Zivil- und Militärgemeinde nach Münster berufen; dort bekleidete er auch die Stelle eines Konsistorial- und Schulrats bei der Regierung. Er erwarb sich aufgrund seiner Tätigkeit in der Verwaltung der Armenpflege auch die Achtung und Ehre der Geistlichen und Beamten der katholischen Konfession. Nachdem 1806 Truppen Napoleons die Stadt Münster einnahmen und besetzten, verweigerte er sich erneut den Angeboten der französischen Behörden zur Anstellung und lebte wieder von seinem Wartgeld.
Im Sommer 1809 erhielt er einen Ruf in die Stelle eines Konsistorialrat und Geistlichen Rat bei der königlichen Regierung in Potsdam. Dort wurde er 1810 zum Hof- und Garnisonsprediger und bald darauf zum Feldpropst der preußischen Armee ernannt. Er begleitete das Gardekorps 1813 in den Krieg und zeichnete sich derart aus, dass er hierfür das Eiserne Kreuz für Kombattanten erhielt. König Friedrich Wilhelm III. sagte über ihn, „... ein braver rechtschaffener Mann, hat im Krieg seine Schuldigkeit getan, schade aber, dass er ein wenig heftig ist.“ Und Bischof Rulemann Friedrich Eylert charakterisierte ihn mit den Worten: „Er liebte Sturm und Ungewitter und war gern in ihm, eingehüllt in seinen Prophetenmantel.“
Nach Beendigung der Feldzüge kehrte er 1815 in seine vorherige Stellung an die Garnisonskirche nach Potsdam zurück. Er bemühte sich um die Reorganisation der königlichen Garnisonsschule in Potsdam und widmete sich der Mitarbeit bei der Erarbeitung des neuen Militär-Kirchenreglements.
Am 6. Mai 1785 heiratete er Friederica Henriette Charlotte, geb. Brand, mit der er 49 Jahre verheiratet war; gemeinsam hatten sie elf Kinder.

## Auszeichnungen
Friedrich Wilhelm Offelsmeyer erhielt das Eiserne Kreuz 2. Klasse am weißen Bande.
Er war Träger des Roten Adlerordens 3. und 2. Klasse.

## Werke
- Predigt in Anwesenheit der großen Hauptquartiere zu Frankfurt in der St. Katharinenkirche am 28. November gehalten. Frankfurt a. M., 1813.
- Reden beym Begräbniss einiger Offiziere von der Königl. Preußischen Garde zu Fuß, welche bey dem ruhmvollen Angriffe vor Paris am 30. März 1814 gefallen sind. Paris Königl. Druckerey 1814.
- Predigt: Wie können wir Gott genugsam danken, daß kein Volk der Erde in diesen Zeiten mit solcher Ruhe auf die Zukunft blicken kann, denn gerade wir? Potsdam, 1822.
- Gedächtniß-Feier des Hochseeligen Kaisers von Rußland Alexanders I. in der Hof- und Garnison-Kirche zu Potsdam am 23. December 1825: nebst der dabey von dem Feldpropst Offelmeyer geh. Rede. 1825.
- Zwei Predigten in der großen Zeit und in Bezug auf dieselbe, in Gegenwart Seiner Kööniglichen Majestät zu Frankfurt a.M. 1813 und zu Potsdam 1822 gehalten. Potsdam : Riegel, 1832.